# Station Thirsk
Thirsk is een spoorwegstation van National Rail aan de East Coast Main Line in Thirsk, Hambleton in Engeland. Het station is eigendom van Network Rail en wordt beheerd door First TransPennine Express. Het station is geopend in 1841.